# Orlando (Oklahoma)
Orlando es un pueblo ubicado en los condados de Logan y Payne en el estado estadounidense de Oklahoma. En el año 2010 tenía una población de 	148 habitantes y una densidad poblacional de 	323,64 personas por km².

## Geografía
Orlando se encuentra ubicado en las coordenadas 36°8′54″N 97°22′39″O / 36.14833, -97.37750 (36.148267, -97.377512).

## Demografía
Según la Oficina del Censo en 2000 los ingresos medios por hogar en la localidad eran de $28,929 y los ingresos medios por familia eran $35,625. Los hombres tenían unos ingresos medios de $30 000 frente a los $27 500 para las mujeres. La renta per cápita para la localidad era de $12,826. Alrededor del 17.8% de la población estaban por debajo del umbral de pobreza.